# Internalizovaný sexismus
Internalizovaný sexismus se projevuje sexistickým chováním a postoji, které ženy uplatňují vůči sobě nebo jiným ženám a dívkám. V širším měřítku spadá internalizovaný sexismus pod široké téma internalizovaného útlaku, který spočívá v utlačovatelských praktikách, které nadále pokračují, i když členové utlačovatelské skupiny nejsou přítomni.

## Dopady
Internalizovaný sexismus může vést k nedostatku sebevědomí, soutěživosti, pocitu bezmoci a problémům s tělem. Je to velký zádrhel při řešení problematiky sexismu jako celku. Jako důsledek internalizovaného sexismu byly identifikovány vazby na psychické potíže, jako jsou úzkostné, depresivní nebo somatické příznaky. Možnými následky mohou být deprese a sebevražedné sklony.
Studie navíc zjistily souvislosti mezi internalizovaným sexismem a studem za tělo, sexuální objektifikací a poruchami příjmu potravy. Internalizovaný sexismus hraje také roli při poklesu studijních výsledků a zhoršení pracovního výkonu. V širším měřítku se předpokládá, že přítomnost internalizovaného sexismu ve světě odcizuje dotčené osoby od sebe navzájem, a tím dále podporuje pokračující sexismus jako celek.

## Typy

### Internalizovaná misogynie
Misogynie je nenávist, pohrdání nebo předsudek vůči ženám nebo dívkám. Ženy, které zažívají internalizovanou misogynii, ji mohou vyjadřovat snižováním hodnoty žen, nedůvěrou k ženám a vírou v genderové stereotypy ve prospěch mužů. Ženy, které opakovaně narážejí na společenská přesvědčení, jež snižují hodnotu a schopnosti žen, si tato misogynní přesvědčení nakonec osvojí a uplatňují je na sebe i na ostatní ženy. Důsledky internalizované misogynie zahrnují psychické poruchy, jako jsou deprese, poruchy příjmu potravy, nízké sebevědomí a menší míru podpory mezi ženami.

### Internalizovaný heterosexismus
Dawn M. Szymanski a kol. píší:
| „ | Heterosexismus, termín vyvinutý v rámci hnutí za práva LGB a vycházející z politických konceptů, označuje ideologický systém, který na individuální, institucionální a kulturní úrovni stigmatizuje, popírá a znevažuje jakýkoli jiný než heterosexuální způsob života. | “ |

Internalizovaný heterosexismus je obecně definován jako internalizace předpokladů, negativních postojů a stigmatizace homosexuality ze strany osob, které se neidentifikují v rámci heteronormativního spektra nebo jsou v různé míře řazeny mezi sexuální menšiny. Internalizovaný heterosexismus je projevem internalizovaného sexismu, který primárně ovlivňuje populaci sexuálních menšin – tvořenou lidmi, kteří se identifikují jako lesby, gayové, bisexuálové, trans nebo jiní. Může nicméně může ovlivňovat i heterosexuální populaci tím, že jí diktuje, jak komunikovat s neheterosexuálními lidmi a jak se k nim chovat. Tento jev se projevuje, když sexuální menšiny začnou do svého světonázoru přijímat rigidní a omezující heteronormativní hodnoty.
Příkladem těchto heteronormativních hodnot jsou fundamentalistické náboženské doktríny, které odsuzují jiné než heterosexuální orientace a aktivity, koncepty mužství a mužnosti, které zdůrazňují omezenou emocionalitu, nebo omezující láskyplné chování mezi muži. Internalizace heteronormativity často vytváří konflikty genderových rolí u lidí, jejichž jednání se vymyká kritériím přijatelných kulturních norem, které podporují nerealistické a omezující představy o tom, co znamená být mužem nebo ženou v moderní společnosti. Jedním z nejčastějších důsledků internalizovaného heterosexismu je intenzivní deprese živená sebenenávistí a sexuálním útlumem.

### Toxická maskulinita, machismus a hypermaskulinita
Termín toxická maskulinita vznikl v mýtopoetickém mužském hnutí na konci 20. století a v 21. století se začal hojně používat v akademické i populární literatuře. Toxická maskulinita označuje škodlivé tradiční a kulturní normy spojené s maskulinitou, které mohou být škodlivé pro muže, ženy i celou společnost. Tento koncept zdůrazňuje škodlivé účinky idealizovaného tradičního mužského chování, jako je dominance, samostatnost a soutěživost, které u mužů vedou k internalizovanému stresu, problémům s vnímáním těla, zneužívání návykových látek a špatnému fungování ve společnosti. Podle sociologa Michaela Flooda to zahrnuje „očekávání, že chlapci a muži musí být aktivní, agresivní, tvrdí, odvážní a dominantní.“ Americká psychologická asociace varovala, že "tradiční ideologie maskulinity" je spojena s negativními dopady na duševní a fyzické zdraví. Muži, kteří vyznávají tyto tradičně mužské kulturní normy (tj. násilí, dominanci, apatii, soutěživost, promiskuitu a kulturní kapitál), mají větší sklon k depresi.
Machismus, příbuzný pojem z hispanoamerické kultury, je podobný myšlence toxické maskulinity a je spojen s „odpovědností muže zajistit, chránit a bránit svou rodinu“. Negativní konotace machismu jsou spojovány s násilím, apatií, homofobií, dominancí, fixací na úspěch v souvislosti s kulturním kapitálem a nezdravým životním stylem. O tomto chování hovořili výzkumníci v roce 1986, kteří uváděli konflikt genderových rolí u mužů a možný strach mužů z ženskosti. Důkazy naznačují, že konflikty mezi pohlavími způsobené machismem mohou vést u mužů k vysoké míře úzkosti a nízkému sebevědomí, stejně jako k hněvu, depresím a závislostem.
Hypermaskulinní myšlenky obsažené v toxické maskulinitě a machismu mají zdokumentované negativní dopady na muže a jejich duševní pohodu. Z kulturního hlediska, pokud muž nedokáže splnit kritéria mužnosti stanovená společností, je běžným důsledkem pocit nejistoty, méněcennosti a celkového citového strádání.
Scheff (2006) píše: „Potlačování lásky a zranitelných emocí (smutku, strachu a studu, v posledním případě pocitů odmítnutí nebo odloučení) vede na jedné straně k mlčení nebo uzavírání se do sebe, na druhé straně k projevům hněvu (flagrantnímu nepřátelství). Zdá se, že klid a vyrovnanost hypermaskulinity jsou receptem na mlčení a násilí.“

### Toxická feminita
Brenda R. Weberová používá termín toxická femininita pro způsob dodržování rigidních ženských genderových rolí, který je posilován (někdy nevědomými) přesvědčeními typu „nejsem hodna“ a příkazy být neustále příjemná, vstřícná a poddajná. Podle Weberové tato přesvědčení a očekávání „naznačují, že neexistuje žádné apriorní ženské já“, které by bylo odlišné od potřeb a přání mužů a chlapců. Weber tyto normy spojuje s „obvykle bílými, většinou středostavovskými, neúprosně heterosexuálními a typicky politicky konzervativními“ očekáváními ženskosti.
Roopika Risam píše, že obvinění z toxické femininity se stalo internetovým memem, který je příkladem napětí mezi feministkami na internetu ohledně konceptu intersekcionality a je namířen především proti feministkám jiné než bílé pleti, které jsou považovány za narušitele hlavního proudu feministických diskusí. Například spisovatelka Michelle Goldbergová kritizovala internetovou call-out culture jako "toxickou" a přirovnala ji k pojmu „trashing“ feministky Jo Freemanové.

### Marianismus
Marianismus je termín, který vytvořila Evelyn Stevensová v eseji z roku 1973 jako přímou reakci na označení machismus pro muže. Mezi myšlenky marianismu patří ženská pasivita, sexuální čistota a morální síla. Stevens definuje marianismus jako „kult ženské duchovní nadřazenosti, který učí, že ženy jsou polobožské, morálně nadřazené a duchovně silnější než muži“. Hispanoamerické feministky kritizují koncept marianismu, protože je často prezentován jako opak machismu, a proto je ženskost stavěna do „oblasti pasivity, cudnosti a sebeobětování“. Sociální psychologové Peter Glick a Susan Fiskeová navíc vytvořili teorii ambivalentního sexismu, která představuje dva typy sexismu: nepřátelský a benevolentní. Nepřátelský sexismus odráží misogynii a pro pozorovatele se projevuje mnohem zjevněji. Postoje benevolentního sexismu se pozorovateli jeví jako pozitivnější a ostatní pohlaví je vnímají jako posilování statu quo, proto benevolentní sexismus často zůstává nepovšimnut.

## Způsoby internalizace

### Inkulturace v raném dětství
Misogynii, včetně té internalizované, lze získat z mnoha vnějších zdrojů. Internalizovaný sexismus může být podporován ponižováním mužů a žen na základě jejich pohlaví ve vztahu ke společenským normám a normám chování. Internalizovaná misogynie se učí společně se socializací žen, tedy s myšlenkou, že mladé dívky jsou vedeny k tomu, aby se chovaly a jednaly jinak než jejich mužské protějšky. Předpokládá se, že tytéž společenské normy a normy chování se šíří také prostřednictvím působení médií, která odrážejí normy společnosti, jíž slouží k informování a zábavě.[zdroj?]

### Televize a film
Mezi misogynií a masmédii existuje dlouhodobá souvislost. Komediální sitcomy často zobrazují muže, kteří ponižují hodnotu žen a komentují jejich váhu a velikost. To přispívá k internalizaci stereotypů o velikosti mužů a žen, což někdy negativně ovlivňuje duševní a fyzické zdraví žen. Jedním z hlavních problémů masmédií je nedostatečné zastoupení žen v široce konzumované produkci.
Kontext dětské zábavy je obzvláště závažný, protože mladá psychika je velmi vnímavá a je známo, že kreslené filmy hrají pedagogickou roli v dětském vývoji. Malá mořská víla byla kritizována, protože vypráví příběh mladé ženy (Ariel, mořská víla malého vzrůstu), která se vzdá své přirozené identity mořské víly, aby vyhověla přáním svého milostného partnera, člověka.

#### Reklama
Někteří autoři tvrdí, že neustálým vytvářením reklam, které zobrazují ženy v otrockých pozicích, sexuálně obtěžované nebo jako sexuální objekty, inzerenti neustále vysílají misogynní poselství do veřejného povědomí.

### Rozdíly mezi pohlavími v jazyce a komunikaci
Rozdíly v komunikaci mezi pohlavími jsou ovlivněny internalizovaným sexismem, který se projevuje v každodenní konverzaci. Hlavním terčem internalizovaného sexismu jsou převážně ženy, které jsou považovány za méněcenné. V každodenní konverzaci jsou ženy podrobovány objektifikaci, používání hanlivých výrazů nebo znehodnocovány buď jinými ženami, nebo muži. Způsob komunikace a používání jazyka ženu objektifikuje. K dalším formám znevažujícího používání jazyka vůči ženám patří používání hanlivých výrazů, jako je „kráva“, „děvka“ a podobně. Tyto výrazy jsou používány jako forma kontroly nad ženami, které se vzpírají genderovým normám nebo mají asertivnější a výraznější vlastnosti. Tyto konverzační praktiky objektifikují a znehodnocují ženy a udržují internalizovaný sexismus.
Mezi pohlavími existují významné rozdíly v používání jazyka. Jazyk může také působit jako prostředek udržování mocenské nerovnováhy mezi skupinami. Zesměšňování a kritika udržují sociální stigma, které si pak postižení internalizují a stávají se kritickými vůči sobě a příslušníkům svého pohlaví nebo snižují svůj vlastní hlas. To je známé jako horizontální útlak ovlivněný systematickým znehodnocováním a vnitřní dynamikou internalizovaného sexismu.

## Boj proti internalizovanému sexismu
Přestože bylo provedeno mnoho výzkumů internalizovaného sexismu, mnozí odborníci v této oblasti se domnívají, že je zapotřebí podstatně více. Cílem výzkumu je odhalit kulturní praktiky, které vedou k internalizovanému sexismu, a pomoci lidem pochopit, jak dosáhnout pozitivní změny. Například byla provedena a zveřejněna pozorování rozhovorů, která zvyšují povědomí o konverzačních praktikách považovaných za podporující internalizovaný sexismus. Jedná se o kvalitativní studie mezilidských rozhovorů mezi ženami, po nichž následuje společné kódování případů internalizovaného sexismu v rámci parametrů dohodnutých výzkumníky. Po kódování pak následuje zvyšování povědomí o zjištěních týkajících se těchto rozhovorů a jakýchkoli širších systémů sexismu, za jejichž podmnožinu mohou být považovány.
Mezi další metody patří povzbuzování lidí, aby se záměrně odmítali podílet na znevažování, znehodnocování a objektifikaci příslušníků stejného pohlaví. Účinnými způsoby boje proti internalizovanému sexismu jsou posilování, podpora a spolupráce. Boj proti důsledkům internalizovaného sexismu podporuje spolupráci a podporu mezi osobami stejného pohlaví a umožňuje ženám a mužům přijmout své tělo.